# Trolleybus de Kemerovo
Le trolleybus de Kemerovo (en russe : Кемеровский троллейбус) est un des systèmes de transport en commun de Kemerovo, dans l'oblast de Kemerovo, en Russie.